# Achim Hörauf
Achim Hörauf (* 1962 in Neumarkt in der Oberpfalz) ist ein deutscher Parasitologe und Professor an der Universität Bonn.
Hörauf studierte ab 1983 Medizin an der Universität Erlangen, wo er 1989 promoviert wurde. Danach war er Assistent am Institut für Klinische Mikrobiologie, Immunologie und Hygiene in Erlangen und ab 1995 Arbeitsgruppenleiter im Bernhard-Nocht-Institut für Tropenmedizin in Hamburg, ab 2001 als Leiter der Abteilung Helminthologie. In Hamburg machte er 1997 seinen Facharztabschluss in Mikrobiologie und Infektionsepidemiologie und habilitierte sich 1998. 2003 wurde er Professor für Parasitologie und Direktor des Instituts für Medizinische Parasitologie an der Universität Bonn.
Hörauf entdeckte 1998, dass Bakterien der Gattung Wolbachia, die symbiontisch im Wurm Onchocerca volvulus, dem Verursacher der Flussblindheit, leben, als Angriffspunkt für Therapien gegen die Krankheit genutzt werden können. Das Bakterium ist essentiell für den Wurm und kann mit Antibiotika bekämpft werden. Er untersucht auch ähnliche Ansatzpunkte für die Bekämpfung weiterer Filariosen, die immunologische Reaktion auf Malaria-Erreger am Modell der Maus und den Mechanismus, mit dem viele chronische Erkrankungen verursachende Würmer das Immunsystem manipulieren.
1999 erhielt er den Preis der Deutschen Gesellschaft für Tropenmedizin, 2001 den Dr.-Martini-Preis für klinische Forschung des Universitätsklinikums Eppendorf und 2002 den Preis der Deutschen Gesellschaft für Hygiene und Mikrobiologie.